# Lourenço Marques

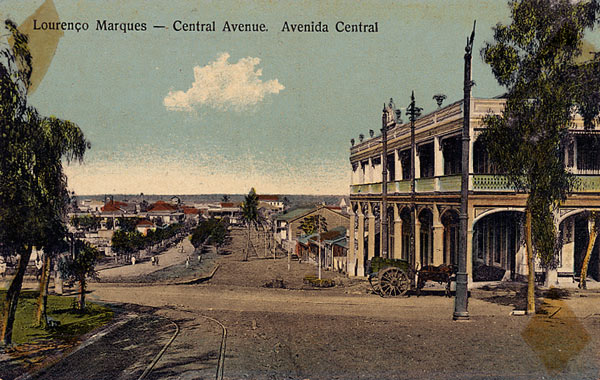
De stad Lourenço Marques in 1905

Lourenço Marques was een Portugese handels- en ontdekkingsreiziger in de 16e eeuw.  In 1544 nam hij de Delagoabaai van het huidige Mozambique voor Portugal in bezit. 
Tot aan de onafhankelijkheid van Mozambique droeg de hoofdstad Maputo ook de naam Lourenço Marques. 